# اکدر، ادیامان
اکدر، ادیامان (به لاتین: Akdere, Adıyaman) یک منطقهٔ مسکونی در ترکیه است که در استان آدیامان واقع شده‌است.